# 煮たくもじ
煮たくもじ（にたくもじ）は岐阜県飛騨地方の郷土料理。塩抜きした漬物を煮た料理である。
冬場に漬けたカブの葉、菜っ葉などの漬物が春先になって酸味が出てきたものを捨てるのではなく、煮て食すようになったものである。
「くもじ」は、平安時代に宮中で使われていた言葉で漬物のことである。昔、漬物は「茎漬」と呼ばれていたが、「くきづけ」の「く」をとって「く文字」とも呼ばれるようになり、「く文字」を煮て食べることから「煮たくもじ」と呼ばれるようになった。